# Poker en 2001
Cet article résume les événements liés au monde du poker en 2001.

## Tournois majeurs

### World Series of Poker 2001
Carlos Mortensen remporte le Main Event, qui, pour la première fois, fait empocher au moins 1 million de dollars à deux joueurs.

### Australian Poker Championships 2001
Sam Korman remporte le Main Event.

## Poker Hall of Fame
Stu Ungar est intronisé.

## Divers
Les salles PokerStars et partypoker sont lancées.